# Grevenbicht-Papenhoven
Grevenbicht-Papenhoven is een parochie bestaande uit de kerkdorpen Grevenbicht en Papenhoven. Zij zijn parochieel en maatschappelijk aan elkaar verbonden en delen onder andere verschillende verenigingen.
Grevenbicht en Papenhoven zijn anno 2007 volledig tegen elkaar aan gegroeid en worden doorgaans als één dorp gezien, of soms Papenhoven als gehucht van Grevenbicht. Hoewel op maatschappelijk en kerkelijk gebied van oudsher met elkaar verbonden, horen zij pas sinds 1 januari 1982 tot dezelfde gemeente. Papenhoven vormde daarvoor met Obbicht één gemeentebestuur (zie Obbicht en Papenhoven) en Grevenbicht was zelfstandig.
Formeel gezien zijn Grevenbicht en Papenhoven nog steeds aparte plaatsen, zo heeft Papenhoven nog steeds een aparte vermelding in het postcodeboek en worden ze op de meeste kaarten nog apart aangegeven. De plaatsen hebben daarentegen geen aparte plaatsnaamborden meer.

## Bezienswaardigheden
- Sint-Catharinakerk, van 1907
- Voormalige Protestantse kerk, van 1851
- Kruiskapel aan de Achter de Kruiskapel
- Mariakapel aan de Beelaertsstraat-Tomberstraat
- Mariakapel aan de Merker-Eyckstraat
- Mariakapel aan de Houtstraat-Rozenlaan
- Kerkhofkapel aan de Oude Kerkstraat
- Joodse begraafplaats, op en nabij een Romeinse grafheuvel
- Joods monument, zie Joodse gemeenschap in Grevenbicht
- Grevenbichtermolen, een watermolen op de Kingbeek